# Линорез
Линорез (фр. linogravure, енгл. linocut) је графичка техника високе штампе.

## Историјат
Линолеум је откривен у Енглеској 1863. године. У почетку коришћен за облагање подова, почеће да се употребљава у графици тек 1900. године. Неки од најпознатијих уметника који су се служили овом техником били су Анри Матис (1869—1854) и Пабло Пикасо (1881—1973). Пикасо, који је свој први линорез израдио 1954. године, је аутор посебног принципа у оквиру ове технике, при коме за своје вишебојне линорезе користи само једну плочу линолеума, режући и штампајући сукцесивно једну по једну боју.

## Принцип
Линорез је тaкође техника високе штампе. Доста је сличан дрворезу. Разлика је у матрици, која је овде од линолеума. И код линореза се користе разни ножићи за урезивање претходно нацртаног цртежа на плочу (ради се често помоћу индиго папира). Након дубљења, плоча се премазује штампарском бојом и онда отискује на папир. Нетретирани делови линолеума носе бојене површине, а цртеж остаје необојен. Штампа се на сличан начин као и дрворез. Може се отискивати и само ручно уз помоћ ваљка,, или провлачењем матрице и папира кроз штампарску пресу. Могуће је израђивати и вишебојне линорезе, али је то нешто компликованији процес у односу на једнобојне.
Ова техника је доста једноставна, па се користи у школама на предмету ликовна култура, а и на академијама, када се будући уметници уче основама графичког поступка.